# Jacques van Meer
Jacques van Meer (Wouw, Roosendaal, 18 de mayo de 1958) fue un ciclista neerlandés, que fue profesional entre 1981 y 1986. Cuando era amateur participó a los Juegos Olímpicos de Moscú.

## Palmarés
1978
- 2 etapas del Tour de Olympia

1979
- Omloop der Kempen
- Vuelta a Limburg

1980
- 1 etapa del Tour de Olympia
- 1 etapa en el Tour de Loir y Cher

1983
- Le Samyn

1984
- 1 etapa a la Vuelta en Andalucía

## Resultados en Grandes Vueltas y Campeonato del Mundo
| Carrera         | 1981 | 1982 | 1983 | 1984 | 1985 | 1986 |
| --------------- | ---- | ---- | ---- | ---- | ---- | ---- |
| Giro de Italia  | -    | -    | -    | -    | 82.º | Ab.  |
| Tour de Francia | -    | -    | -    | -    | 55.º | -    |
| Vuelta a España | 28º  | -    | -    | -    | -    | -    |
| Mundial en ruta | -    | -    | -    | -    | -    | -    |

-: no participa 

Ab.: abandona